# Comuna Ucrainca, Căușeni
Comuna Ucrainca este o comună din raionul Căușeni, Republica Moldova. Este formată din satele Ucrainca (sat-reședință) și Zviozdocica.

## Demografie
Conform datelor recensământului din 2014, comuna are o populație de 1.559 de locuitori. La recensământul din 2004 erau 1.754 de locuitori.

## Administrație și politică
Componența Consiliului local Ucrainca (9 consilieri), ales la 5 noiembrie 2023, este următoarea:
|  | Partid                                      | Consilieri | Componență | Componență | Componență |
|  | ------------------------------------------- | ---------- | ---------- | ---------- | ---------- |
|  | Partidul Social Democrat European           | 3          |            |            |            |
|  | Partidul Democrația Acasă                   | 2          |            |            |            |
|  | Partidul Acțiune și Solidaritate            | 2          |            |            |            |
|  | Partidul Comuniștilor din Republica Moldova | 2          |            |            |            |